# هانز والاش
هانز والاش (28 نوفمبر 1904 – 5 فبراير 1998) هو عالم نفس تجريبي من أصل أمريكي ألماني عُرف بأبحاثه التي ركزت على الإدراك الحسي والتعلم. على الرغم من تلقيه التدريب ضمن تقاليد علم النفس الغشتالتي، استقصت العديد من أعماله اللاحقة قابلية تكيف الأنظمة الإدراكية الحسية بالاعتماد على تجربة الفرد المدرك، في حين تتمسك غالبية النظريين الغشتالتيين بالصفات المتأصلة للمنبهات مع التقليل من شأن الدور الذي تلعبه التجربة. سمحت دراسات والاش على لون السطح الأكروماتي بإرساء الأساس أمام النظريات اللاحقة لثبات الضوء، فضلًا عن عمله على تحديد موقع الصوت الذي ساهم بتوضيح المعالجة الإدراكية الحسية التي يقوم عليها الصوت المجسم. كان والاش أحد أعضاء الأكاديمية الوطنية للعلوم، وأحد الحاصين على زمالة غوغنهايم وعلى وسام هوارد كروسبي وارين من جمعية علماء النفس التجريبيين.

## أبحاثه في علم النفس
لم يكن والاش عالمًا نظريًا، ولم ينظم أبحاثه حول نظام نظري شامل. وصف أسلوبه في العمل على أنه «متابعة مسألة محددة ما دام العمل قادر على تحقيق نتائج جديرة بالاهتمام، ثم وضعها جانبًا حتى ترقي فكرة جديدة واعدة». تغطي دراساته نطاقًا واسعًا من مواضيع علم النفس المختلفة، بما في ذلك كلًا مما يلي:

### حركة الخطوط خلف الفتحات
اختبرت أطروحة الدكتوراه التي قدمها والاش إدراك الخطوط المتحركة خلف فتحة في سطح حاجب – وهي ظاهرة معروفة باسم مسألة الفتحة. عند حركة خط مائل خلف هذه الفتحة، لا يمكن للتنبيه الفيزيائي الذي يتمثل في العينين التمييز ما إذا كانت الحركة أفقية، أو عمودية أو بزاوية معينة أخرى. وجد والاش أن الحركة التي يدركها المراقب قابلة للتحديد بواسطة شكل الفتحة. عندما تكون الفتحة دائرية الشكل، تظهر حركة الخط (أو الخطوط) في اتجاه عمودي على توجهها. عندما تكون الفتحة مستطيلة الشكل، تبدو حركة الخطوط في اتجاه مواز للمحور الطويل الخاص بالفتحة. تشمل إحدى الأمثلة المألوفة على هذه الظاهرة وهم القطب المخطط. فسّر والاش هذه النتائج من خلال التأكيد على ميل الجهاز الإدراكي الحسي نحو إدراك الهوية الفردية لقطع الخط المحددة بواسطة نقاط النهاية الناتجة عن الفتحة، إذ يحفظ نمط الحركة هذا الهوية بأفضل شكل ممكن.

نظرًا إلى تقديمه الورقة البحثية الأصلية باللغة الألمانية، لم يكن هذا البحث معروفًا بشكل جيد بين علماء النفس الناطقين بالإنكليزية لعقود عديدة. في عام 1976، نشر والاش ملخصًا باللغة الإنكليزية للتجارب التي درستها أطروحته، وفي عام 1996، نشر والاش وآخرون نسخة كاملة باللغة الإنكليزية عن الأطروحة، مضيفين عليها مقدمة حول نتائج والاش.
ذات صلة بالأبحاث المعاصرة، ولا تقتصر تأثيراتها على دراسة الإدراك الحركي فحسب، بل تضم أيضًا الإدراك الشكلي واللوني. توفر نتائجه دليلًا ضد المخطط التجزيئي للمعالجة البصرية، التي تنطوي على حوسبة كل من عوامل الشكل، واللون والحركة بمعزل عن بعضها البعض. عوضًا عن ذلك. وجد أن الاتجاه المدرك للحركة مرتبط بالتنظيم الإدراكي الحسي للمشهد: عند وجود تفسيرات عديدة للشكل، ووجود احتمالات متعددة لاتجاه الحركة، يقتصر الإدراك الحسي على مجموعات محددة فقط من الشكل والحركة.

### التأثيرات التلوية الشكلية
في ورقة بحثية كثيرًا ما يُستشهد بها منشورة في عام 1944، عرض كولر ووالاش سلسلة من التجارب حول التأثيرات التلوية الشكلية. على سبيل المثال، عند تحديق المراقب لما يقارب الدقيقة في نقطة تثبيت في وسط المجال البصري أبيض اللون باستثناء مستطيل أسود على الجانب الأيسر، ثم (مع إزالة المستطيل) ينظر المراقب إلى مركز مجموعة مكونة من أربعة مربعات متساوية البعد، مرتبة بشكل متناظر حول نقطة التثبيت، فيظهر المربعان على الجهة اليسرى أكثر تباعدًا مقارنة بمربعي الجهة اليمنى. تناقش هذه الورقة البحثية لكولر ووالاش العديد من الملاحظات المشابهة.
اعتبر كولر أن هذه الظاهرة من شأنها دعم نظريته في تساوي الشكل النفسي الفيزيائي – التي تنطوي على إدراك الأشكال عبر توسط المجالات الكهربائية في القشرة المخية للدماغ، إذ يُعتقد أن هذه المجالات متساوية شكليًا مع المنبه لكنها قابلة للتشويه من خلال عملية الإشباع. مع ذلك، شكك والاش بهذا التفسير ونأى بنفسه في السنوات اللاحقة عن هذا البحث. بشكل عام، تجنب والاش التفسيرات العصبية الفيزيولوجية للظواهر الإدراكية، ولم يدخل الورقة البحثية الخاصة بالتأثيرات التلوية الشكلية في مجموعة مقالاته التي نشرها في عام 1976.

### تحديد موقع الصوت
في سلسة من الأوراق البحثية، اختبر والاش القدرة البشرية على تحديد موقع الصوت في المستوى الناصف – أي تحديد ما إذا كان الصوت قادمًا من مصدر على نفس ارتفاع الأذنين أو من مصدر أعلى أو أدنى، أو حتى من مصدر في مؤخرة الرأس. تساهم إشارات الصوت ثنائية الأذنين، بما في ذلك مراحل وصول الصوت وزمنه لكل أذن والشدة النسبية للصوت عند الأذنيين كلتيهما (ما يُعرف باسم «آي تي دي» و«آي إل دي» على الترتيب)، في تمكين السامع من تحديد الموقع الجانبي للصوت (سواء أكان على اليسار، أو اليمين أو من الأمام). مع ذلك، قد يعطي صوتان على ارتفاعين مختلفين معلومات متطابقة من «آي تي دي» و«آي إل دي» إلى الأذنين، إذ تُعد الإشارات ثنائية الأذنين إلى الأذن الساكنة غير كافية بالتالي لتحديد موقع الصوت في المستوى الناصف. تساعد الإشارات أحادية الأذن المستندة إلى شكل الرأس وبنية الأذن الخارجية في تحديد الموقع العمودي، لكن تلعب الإشارات ثنائية الأذن دورًا هامًا في هذه العملية في حالة الرأس غير الساكن.
أظهرت أبحاث والاش أن تحرك رأس الإنسان (إما من خلال الإمالة أو الدوران حول محور عمودي) من شأنه خلق نمط ديناميكي من الإشارات ثنائية الأذن التي تساهم، عند اقترانها بالمعلومات حول اتجاه حركة الرأس ودرجتها، في تمكين السامع من تحديد ارتفاع مصدر الصوت. من غير الضروري إجراء أي تحركات فاعلة للرأس بواسطة السامع؛ أثبتت ورقة بحثية لاحقة إمكانية تحديد موقع الصوت بشكل صحيح في المستوى الناصف عند إدارة المراقب رأسه بشكل غير فاعل أو عند إحداث إحساس خاطئ بدوران الجسم عن طريق الإشارات البصرية.
في عام 1949، نشر والاش، بالتعاون مع إدوين ب. نيومان ومارك روسنزويغ، ورقته البحثية المؤثرة التي عرّفت تأثير الأسبقية في عملية تحديد موقع الصوت. أظهرت تجاربهم أنه عند وصول الصوت الذي يمكن تحديد موقعه إلى الأذنين ليتبعه على الفور صوت مطابق قادم من اتجاه مختلف، يدرك السامع عندئذ صوتًا مفردًا من موقع المنبه الواصل أولًا. يتراوح نطاق التأخير الممكن بين الصوت الواصل أولًا والصوت الواصل ثانيًا بين 1-5 مللي ثانية بالنسبة إلى النقرات، ويصل إلى 40 مللي ثانية بالنسبة إلى الأصوات المركبة مثل الكلام أو الموسيقا. في حالات التأخير التي تتجاوز هذه العتبات، يمكن سماع الصوت الثاني كصدى. توضح هذه الظاهرة كيفية كبح الجهاز السمعي لرجع الصدى بهدف تعزيز مفهومية الأصوات المدركة وتشكل عاملًا حاسمًا في الهندسة الصوتية وتصميم أنظمة التقوية الصوتية. أشار والاش وآخرون أيضًا إلى الدور الهام لتأثير الأسبقية في إدراك الصوت المجسم.